# Matteo Fiorini (cartografo)
Matteo Fiorini (Felizzano, 14 agosto 1827 – Bologna, 14 gennaio 1901) è stato un cartografo e geodeta italiano.

## Biografia
Matteo Fiorini studiò matematica alla Facoltà di Scienze dell'Università di Torino dove si laureò in Ingegneria idraulica nel 1848. Entrò nella stessa facoltà come dottore aggregato nel 1855.
Dopo aver collaborato per un paio d'anni nell'amministrazione del Catasto delle Antiche Provincie del Regno di Sardegna, nel 1860 fu accreditato come professore di Geodesia teoretica all'università di Bologna, cattedra che conserverà fino alla morte.
Dal 1897 fu socio corrispondente dell'Accademia delle Scienze di Torino.
Dal punto di vista della ricerca scientifica, Fiorini si interessò principalmente ai problemi cartografici, che rivestirono anche un particolare interesse strategico dalla proclamazione del Regno d'Italia in poi.
Profondo conoscitore della cartografia storica, indagò le sfere cosmografiche terrestri e celesti prodotte in epoca medioevale e rinascimentale, mettendo in luce dettagli inediti della storia della cosmografia e valorizzando il lavoro svolto dai cosmografi e cartografi italiani, in un contesto politico che incentivava senz'altro la promozione delle eccellenze nazionali in chiave patriottica.
Tra le varie pubblicazioni, a compimento dei suoi studi teorici si segnalano in particolare le sue Proiezioni delle carte geografiche del 1881, corredate di numerose notizie storiche, da considerarsi il «più importante e conosciuto trattato italiano sulla rappresentazione delle carte geografiche».

## Opere parziale
- Le proiezioni delle carte geografiche, Bologna, 1881.
- Le sfere cosmografiche e specialmente le terrestri, in Bollettino della Società geografica italiana, XXX, 1893,  pp. 862-88. e  XXXI, 1894,  pp. 121-32; 331-49; 415-35.
- Sulle sfere terrestri e celesti di autore italiano, oppure fatte o conservate in Italia, Roma, 1899.